# Verbandsgemeinde Kusel

Lage der Verbandsgemeinde im Landkreis Kusel

Die Verbandsgemeinde Kusel war eine Gebietskörperschaft im Landkreis Kusel in Rheinland-Pfalz. Der Verbandsgemeinde gehörten die Stadt Kusel sowie 17 weitere Ortsgemeinden an, der Verwaltungssitz war in der namensgebenden Stadt Kusel.
Zum 1. Januar 2018 wurde die Verbandsgemeinde Kusel aufgelöst, die zugehörenden Gemeinden wurden der neuen Verbandsgemeinde Kusel-Altenglan zugeordnet.

## Verbandsangehörige Gemeinden
| Ortsgemeinde, Stadt       | Fläche (km²) | Einwohner |
| ------------------------- | ------------ | --------- |
| Albessen                  | 4,43         | 142       |
| Blaubach                  | 3,14         | 392       |
| Dennweiler-Frohnbach      | 6,11         | 274       |
| Ehweiler                  | 3,57         | 167       |
| Etschberg                 | 3,45         | 660       |
| Haschbach am Remigiusberg | 4,02         | 714       |
| Herchweiler               | 2,85         | 515       |
| Konken                    | 7,04         | 769       |
| Körborn                   | 5,86         | 350       |
| Kusel, Stadt              | 14,37        | 4.992     |
| Oberalben                 | 5,62         | 230       |
| Pfeffelbach               | 11,28        | 889       |
| Reichweiler               | 3,87         | 539       |
| Ruthweiler                | 3,31         | 449       |
| Schellweiler              | 4,31         | 510       |
| Selchenbach               | 4,80         | 329       |
| Thallichtenberg           | 5,72         | 549       |
| Theisbergstegen           | 5,00         | 682       |
| Verbandsgemeinde Kusel    | 98,75        | 13.152    |

(Einwohner am 31. Dezember 2015)

## Geschichte
Die Verbandsgemeinde Kusel wurde am 1. Januar 1971 im Rahmen der in den 1960er Jahren begonnenen rheinland-pfälzischen Funktional- und Gebietsreform gebildet. Sie gehörte zu den Verbandsgemeinden im Regierungsbezirk Rheinhessen-Pfalz, die vorzeitig innerhalb der „Freiwilligkeitsphase“ errichtet wurden.
Nach der aus der Pfalz (Bayern) (1816–1946) stammenden Verwaltungsstruktur waren die Gemeinden vorher verwaltungsmäßig Bürgermeistereien zugeordnet:
- Bürgermeisterei Konken: Gemeinden Albessen, Herchweiler, Konken und Selchenbach
- Bürgermeisterei Kusel: Stadt Kusel und Gemeinden Blaubach, Bledesbach, Dennweiler-Frohnbach, Ehweiler, Körborn, Pfeffelbach, Reichweiler, Ruthweiler, Schellweiler und Thallichtenberg
- Bürgermeisterei Theisbergstegen: Gemeinden Etschberg, Haschbach am Remigiusberg und Theisbergstegen
- Bürgermeisterei Ulmet: Oberalben

## Bevölkerungsentwicklung
Die Entwicklung der Einwohnerzahl bezogen auf das Gebiet der Verbandsgemeinde Kusel zum Zeitpunkt ihrer Auflösung; die Werte von 1871 bis 1987 beruhen auf Volkszählungen:
| Jahr | Einwohner |
| 1815 | 6.615     |
| 1835 | 8.610     |
| 1871 | 10.133    |
| 1905 | 11.532    |
| 1939 | 13.809    |
| 1950 | 13.939    |

| Jahr | Einwohner |
| 1961 | 14.706    |
| 1970 | 15.055    |
| 1987 | 13.920    |
| 1997 | 14.861    |
| 2005 | 13.914    |
| 2015 | 13.152    |

## Verbandsgemeinderat
Der Verbandsgemeinderat Kusel bestand aus 28 ehrenamtlichen Ratsmitgliedern, die bei der Kommunalwahl am 25. Mai 2014 in einer personalisierten Verhältniswahl gewählt wurden, und dem hauptamtlichen Bürgermeister als Vorsitzendem.
Die Sitzverteilung im Verbandsgemeinderat:
| Wahl | SPD | CDU | GRÜNE | FDP | LINKE | FWG | Gesamt   |
| ---- | --- | --- | ----- | --- | ----- | --- | -------- |
| 2014 | 13  | 7   | 3     | –   | 1     | 4   | 28 Sitze |
| 2009 | 13  | 7   | 2     | –   | 2     | 4   | 28 Sitze |
| 2004 | 12  | 8   | 2     | 1   | –     | 5   | 28 Sitze |

- FWG = Freie Wählergruppe Verbandsgemeinde Kusel e. V.